# 特斯拉線圈

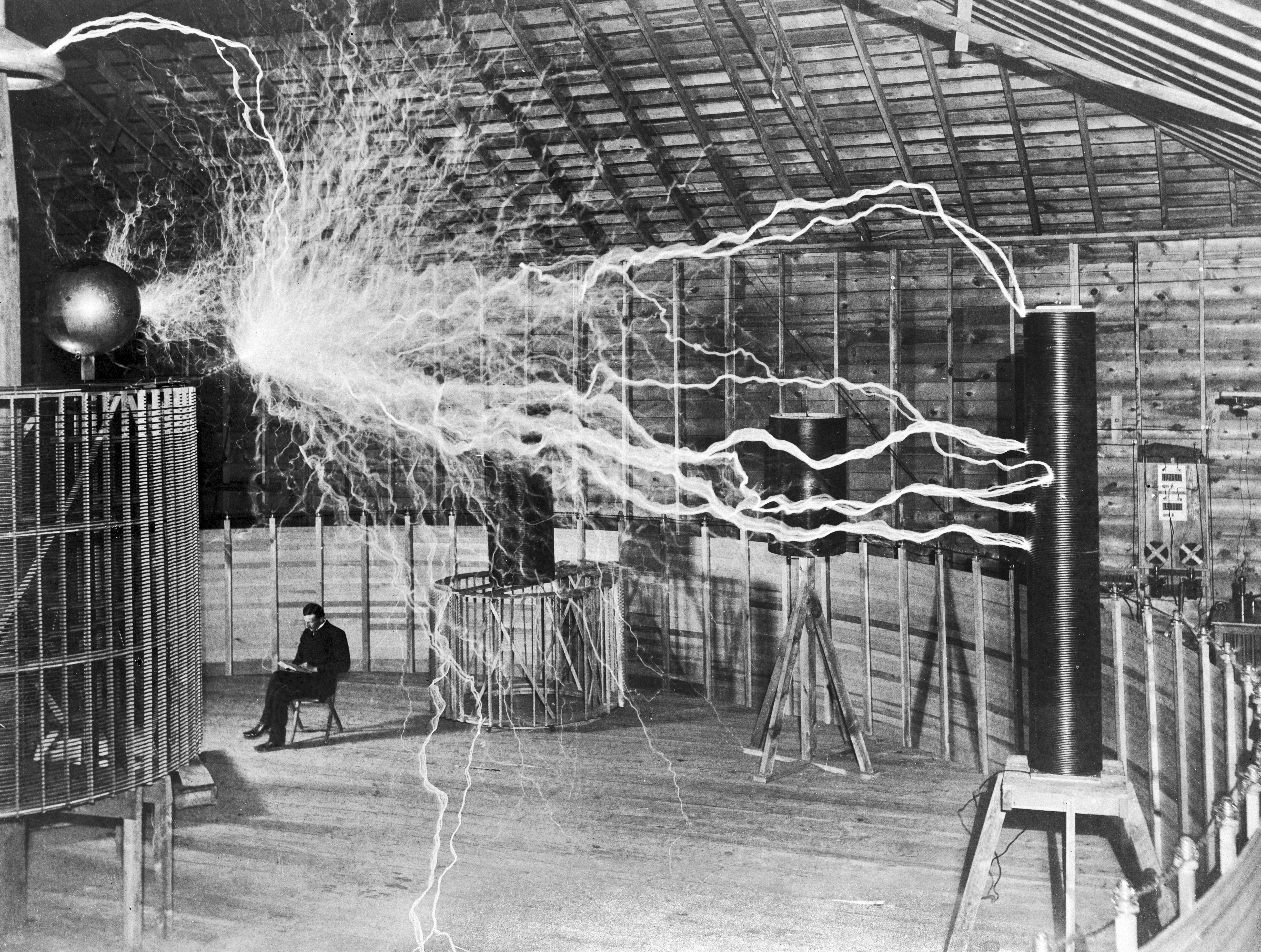
特斯拉坐在他的線圈旁，这张照片已被摄影师Dickenson V. Alley证实是合成的

特斯拉線圈（英語：Tesla Coil）是一種使用共振（諧振）原理運作的變壓器（諧振變壓器），由美籍塞爾維亞裔科學家尼古拉·特斯拉在1891年發明，主要用來生產超高電壓但低電流、高頻率的交流電力。

## 高電壓產生原理

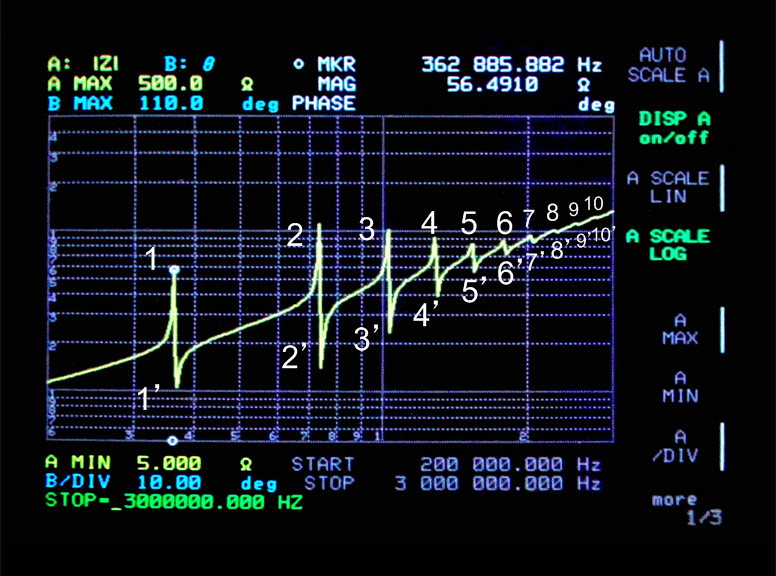
在次級線圈上觀察到許多諧振

鬆散耦合的初級和次級線圈通過磁相位同步强耦合。特斯拉線圈由一個（有時用兩個）諧振感應耦合的共振電路(諧振電路)組成。次级線圈的短路電感和雜散電容組合為諧振電路。通過以驅動初級線圈在次级線圈的諧振頻率（串聯諧振頻率）1' 磁相位同步使得互磁通量的增加，從而次級線圈中發生最高電壓。

## 特斯拉線圈的實際使用
特斯拉線圈難以界定，尼古拉·特斯拉試行了大量的各種線圈的配置。特斯拉利用這些線圈進行創新實驗，如電氣照明，螢光光譜，X射線，高頻率的交流電流現象，電療和無線電力，以便進行電力傳輸。特斯拉線圈可產生絢麗的電弧效果，因而在世界上擁有成千上萬的愛好者，亦有許多人以製作特斯拉線圈為提升自身電學知識和水準。

## 圖集

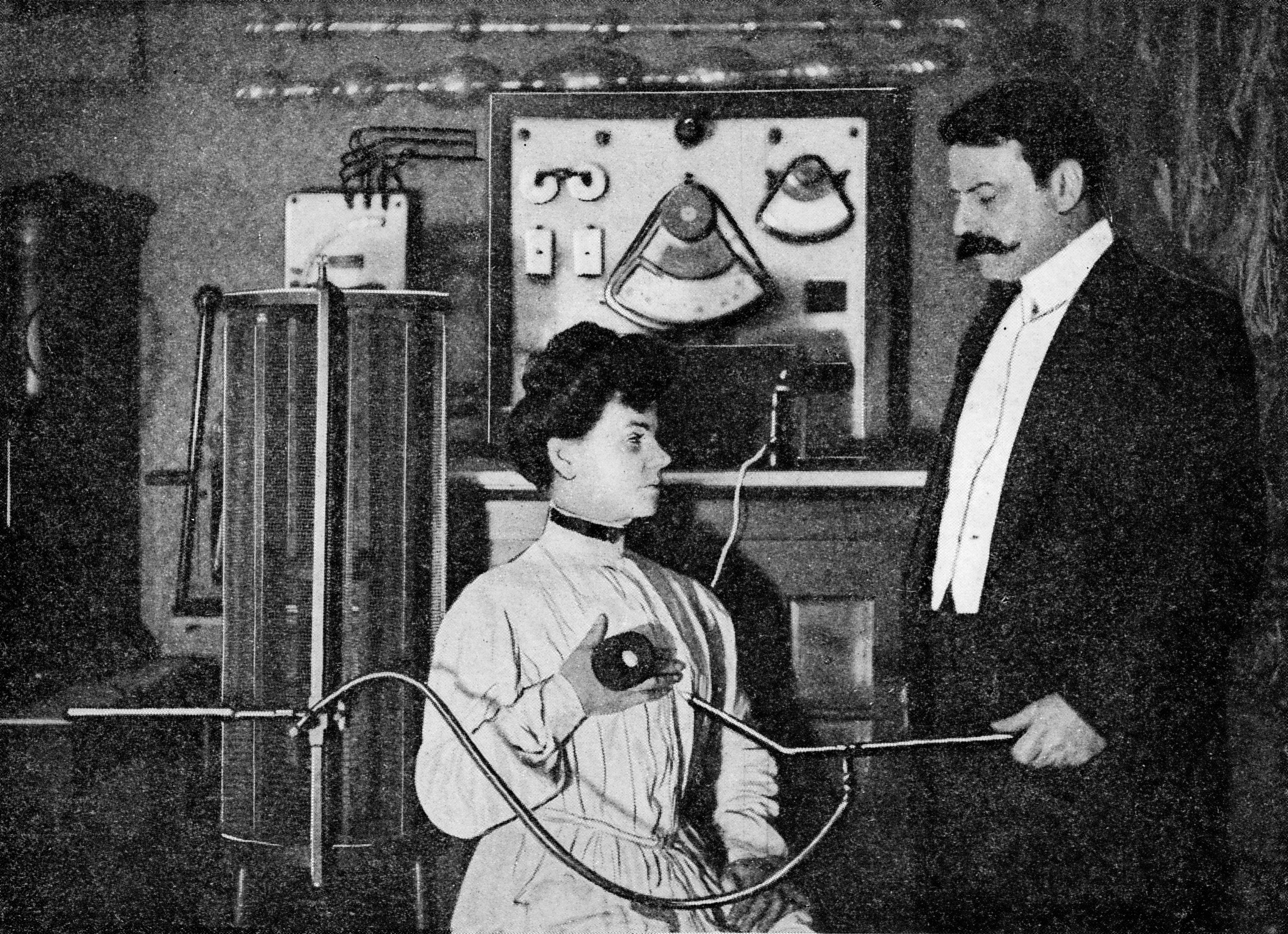
1910年的人體實驗
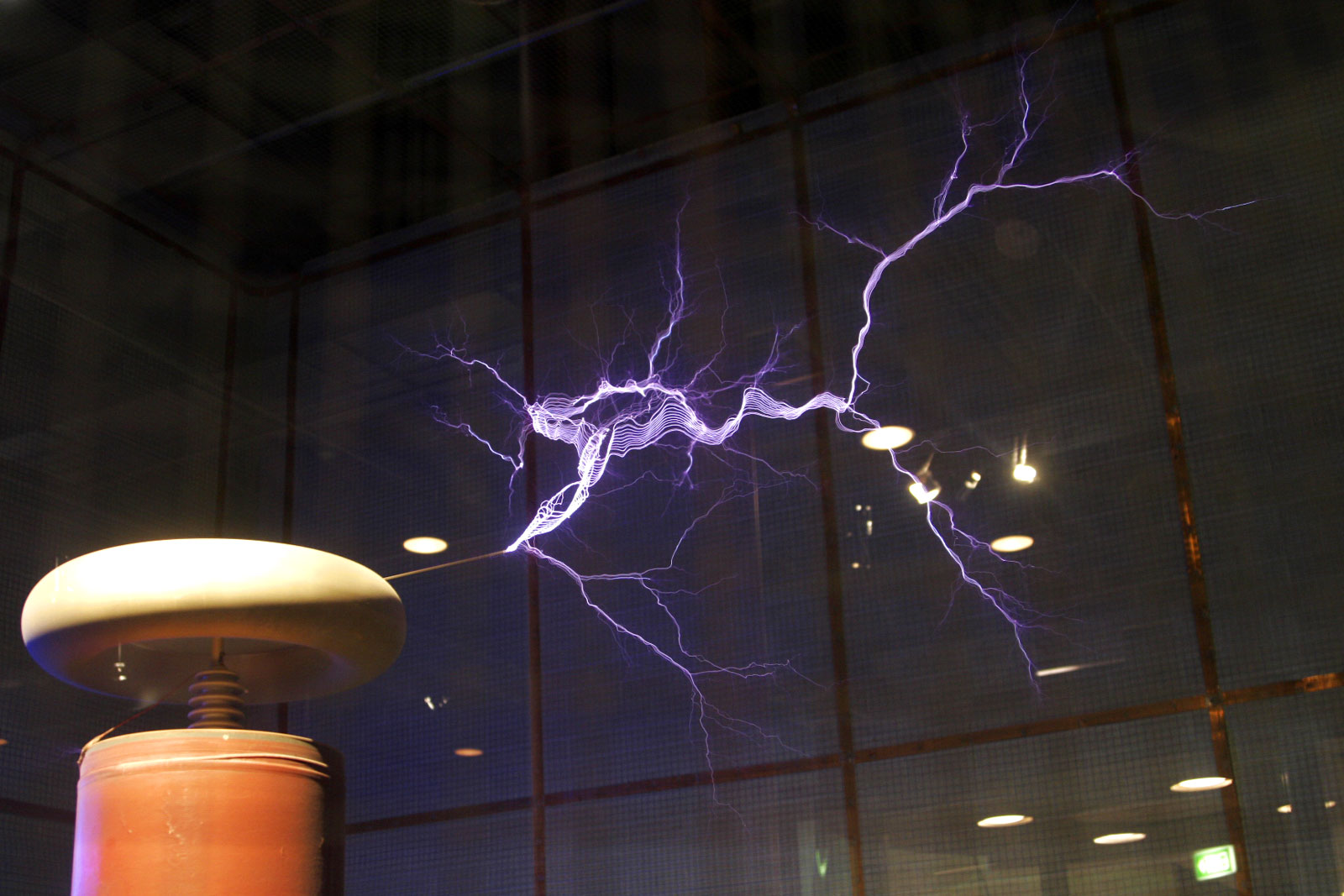
位於坎培拉國家科學技術中心（Questacon – the National Science and Technology Centre）的特斯拉線圈

## 外部連結
- 中的“特斯拉線圈”